# 가르 통첸 율숭
까르 동짼위슝(티베트어: མགར་སྟོང་བཙན་ཡུལ་སྲུང༌།, ? ~ 667년)은 티베트 전역을 통일하여 토번의 전성기를 연 33대 감포 송첸포 시대의 재상이다. 중국 역사서에서는 그의 이름을 록동찬(綠東贊)으로 기록하고 있다.
까르 동짼위슝은 손챈감포 즉위 초기에 토번의 고관 벼슬인 대론(大論)에 임명되었다. 그는 손챈감포의 정책을 보좌하여 법제를 만들고 군인과 노예 계급의 구분을 엄격히 하고 조세 정책을 개혁했다. 또 티베트 내의 강족 세력과 토욕혼 등을 멸망시켜 토번이 티베트를 통일하는 데 큰 공을 세웠다. 또한 당나라와 네팔 등 주변 세력과 우호 관계를 맺기 위해 노력하였다.

## 당나라와의 혼인 정책
638년 토번은 15만 대군(혹은 20만)을 편성해 사천성 지역에 있는 도시 송주(松州)를 포위했다. 당 태종 이세민은 이부상서 후군집을 당미도(當彌道) 행군대총관으로 삼고 토번군에 맞서게 했는데, 이 전쟁으로 토번은 1천명의 사상자를 내었다. 그러나 그 후로도 토번은 지속적으로 사천지방을 공격하였고, 이것은 당나라의 골칫거리가 되었다. 이것을 눈치챈 까르 동짼위슝은 토번과 당나라 사이에 혼인 관계를 맺게 하고자 640년 직접 당나라에 사신으로 가서 황금 5천냥과 진주, 보석 등의 보물들을 예물로 바치고 송짼감뽀가 당나라의 공주와 결혼하고자 한다는 뜻을 전하였다.
당시 장안에는 까르 동짼위슝 말고도 여러 나라의 사신들이 당나라 공주를 시집보내 달라는 청을 하고 있었기에 곧바로 공주를 토번에게 시집보내겠다고 답할 수는 없었다. 그러나 토번은 날로 강성해지고 있었고 또 634년에도 토번의 혼인 요청을 거절한 적이 있었기에 섣불리 거절하기도 어려웠다. 결국 이세민은 몇 가지 시험을 통과하는 사신이 속한 나라에 공주를 시집보내기로 했는데 여섯 가지 시험을 치렀다 해서 이를 "육시혼사(六試婚使)" 또는 “육난혼사(六難婚使)”라고 한다. 가르통첸의 지혜를 잘 나타내 주는 여섯 가지 시험의 내용은 다음과 같다.
- 첫 번째 시험

좁고 구불구불한 구멍이 난 돌과 명주실이 있는데 어떻게 해야 명주실을 돌의 구멍 사이로 이을 수 있겠느냐는 것이었다. 여러 사신들이 앞다투어 실을 꿰려 했으나 성공하지 못했다. 가르통첸은 명주실을 개미의 허리에 묶고, 개미를 한쪽 구멍 앞에 놓은 다음 반대쪽 구멍에 꿀을 발라 놓았다. 개미는 꿀냄새를 따라 출구 쪽으로 나갔고, 자연히 실이 돌의 구멍을 통과하게 되었다.
- 두 번째 시험

100필의 암말과 100필의 망아지를 모아 놓고 어미와 자식끼리 짝을 지워 주는 것이었는데 겉보기에는 어느 것이 어미말이고 어느 것이 망아지인지 알 수가 없었다. 가르통첸은 일부러 말들에게 하루 동안 물을 주지 않았다가 다음날 말들을 한자리에 모았다. 망아지들은 제각기 어미의 젖을 물러 갔고 결국 자연스럽게 어미말과 망아지들이 짝지워졌다.
그러자 이세민은 또 문제를 내서 이번에는 100마리의 어미닭과 100마리의 어린 닭들의 모자관계를 밝혀내라고 했다. 가르통첸은 닭들 사이에 모이를 잔뜩 뿌렸다. 그러자 어미닭들이 각각의 새끼들을 불러 같이 모이를 같이 먹게 되었다. 이리하여 두 번째 시험도 통과했다.
- 세 번째 시험

사신들의 수행원들이 하루 동안 100 단(壇)의 술을 마시고 100마리의 양을 먹고 그 양들의 양가죽을 가져오는 것이었다. 다른 나라 사신들이 시도해 보았으나 술과 고기를 먹는 것으로 수행원들이 취해 버려 도저히 가죽을 제대로 벗길 수가 없었다. 가르통첸은 수행원들에게 아주 조금씩 술을 마시고 또 고기를 조그맣게 토막내어 둘을 번갈아 먹으면서 가죽을 벗겨내게 했다. 이리하여 하루 동안에 이세민이 요구한 것들을 모두 마칠 수 있었다.
- 네 번째 시험

이세민은 소나무 재목 100개를 내주고 어느 쪽이 가지 쪽이고 어느 쪽이 뿌리 쪽인지 알아맞추라고 했다. 가르통첸은 소나무 재목들을 강가로 가지고 가서 모두 던졌다. 나무의 뿌리 쪽이 무겁고 가지 쪽이 가볍다는 것을 생각한 것이었다. 결국 뿌리 쪽은 가라앉고 가지 쪽이 떴기 때문에 이번에도 시험에 통과했다.
- 다섯 번째 시험

이번에는 장안의 대궐을 한밤중에 돌아다녀서 길을 잃지 않고 자신의 숙소로 돌아가야 하는 시험이었다. 그러나 가르통첸은 처음 장안에 왔을 때 대궐의 길이 복잡하기 때문에 길을 잃지 않으려고 길목마다 기호로 표시해 놨었기 때문에 성공할 수 있었다.
- 여섯 번째 시험

이세민은 마지막 수단으로 궁궐에 각각 화려하게 치장한 여자 300명(500명이나 2,500명이라고도 한다)을 한자리에 모아놓고 누가 문성공주(文成公主)인지 맞추게 했다. 가르통첸은 예전에 문성공주를 섬겼던 중국인 노파에게서 문성공주의 용모에 관한 특징을 들어두었다. 결국 목에 멍이 있는 여자를 진짜 문성공주로 지명하여 모든 시험을 통과할 수 있었다.
이세민은 가르통첸의 지혜로움에 탄복하여 그를 우위대장군(右衛大將軍)으로 삼고 장공주(長公主:황제의 누이)의 외손녀인 단씨(段氏)를 아내로 주어 장안에 남게 하려 했다. 그러나 가르통첸은 "신은 고국에 부모님이 맺어주신 아내가 있으며 우리 임금이 공주와 결혼하지 않았는데 어찌 먼저 결혼할 수 있겠습니까." 라고 하며 완곡하게 거절했다.
결국 이세민의 양녀인 문성공주가 강하왕 이도종의 수행을 받으며 송첸감포에게 시집을 가게 되었고 가르통첸은 성공리에 목적을 달성했다.

## 송첸감포 사후의 활약
650년 송첸캄포가 세상을 떠나고 그의 손자 망송첸포가 즉위했다. 망송첸포는 너무 어렸기 때문에 나라의 중요한 사안은 가르통첸이 처리하게 되었다. 그는 송첸캄포가 세웠던 정책을 이어받아 당나라와의 우호 관계를 유지하고 왕권 강화를 위해 노력하고 법률을 만들기도 했다. 그중에서도 가장 중요한 것은 토욕혼을 정벌하는 것이었다.
토욕혼은 모용복윤이 칸으로 있을 때 당나라 장군 이정에게 패배해 당나라의 종주권을 받아들이고 있었다. 660년 가르통첸은 군사적 재능이 뛰어난 둘째아들 가르친링에게 군사를 주어 토욕혼을 공격하게 했으며, 663년에는 토욕혼에서 도망쳐 나온 토욕혼의 신하 소화귀(素和貴)를 거느리고 직접 토욕혼을 공격하여 토욕혼을 멸망시켰다. 토욕혼의 칸 모용낙갈발은 그의 아네 홍화공주(弘化公主: 이세민의 딸)와 잔존 세력을 이끌고 당나라 양주로 피신했다．
토욕혼을 멸망시킨 토번은 오늘날의 칭하이성 지역까지 세력을 뻗게 되었고 이는 그의 사후 토번과 당나라가 자주 충돌하는 원인이 되었다. 가르통첸은 667년에 사망했으며 훗날 재상이 된 맏아들 가르친네와 명장 가르친링을 비롯한 그의 다섯 아들들은 당나라를 상대로 많은 공을 세웠다.